# Ferrocarril San Roque-La Línea
La línea de ferrocarril de San Roque-La Línea es una línea de ferrocarril proyectada por la británica Algeciras-Gibraltar Railway Company, que conecta La Línea de la Concepción con la estación de San Roque (Línea Bobadilla-Algeciras), pero que nunca ha sido utilizada.
Una extensión de 9 kilómetros de la estación de San Roque a La Línea de la Concepción fue establecida en 1893 para formar la línea de ferrocarril de San Roque-La Línea, pero ésta fue detenida por el gobierno español, terminando la línea en los años 70 pero el tren no ha funcionado nunca en ellos.
En 2016 se elaboró un plan para utilizar tranvías en las líneas ferroviarias ya instaladas desde 1970 utilizando fondos de la UE.
En 2021, después de que surgieran detalles sobre un posible acuerdo de adhesión de Gibraltar al Área Schengen, el ministro principal de Gibraltar, Fabián Picardo, comentó sobre el potencial del desarrollo ferroviario hacia Europa.